# Peter Higgs

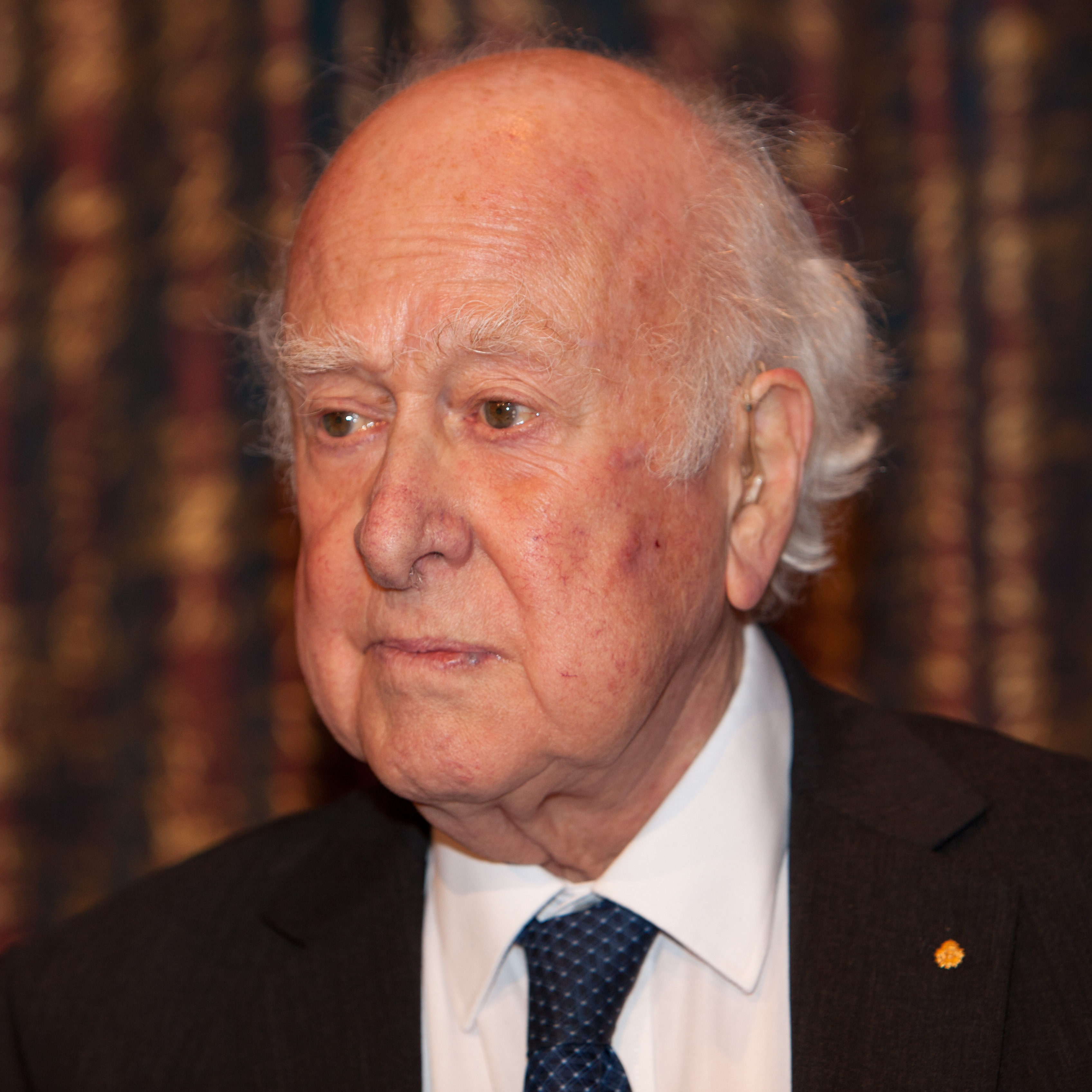
Peter Higgs bei der Pressekonferenz anlässlich der Verleihung des Nobelpreises, 2013

Peter Ware Higgs, CH, CBE, FRS, FRSE, FKC (* 29. Mai 1929 in Newcastle upon Tyne, England; † 8. April 2024 in Edinburgh) war ein britischer theoretischer Physiker. Am 8. Oktober 2013 wurde ihm und François Englert für die Entdeckung des Higgs-Mechanismus der Physiknobelpreis zuerkannt.

## Leben
Higgs war der Sohn eines Toningenieurs der BBC und ging in Bristol und London zur Schule. Er erhielt 1950 den Bachelor in Physik mit Auszeichnung (First Class Honours) und erreichte 1951 den Master-Abschluss am King’s College London. 1954 promovierte Higgs mit der Arbeit Some Problems in the Theory of Molecular Vibrations ebenfalls am King’s College London bei Christopher Longuet-Higgins. 1954/55 war er an der Universität Edinburgh tätig, 1956 am University College London und ab 1957 am Imperial College London, jeweils mit Forschungsstipendien.
Higgs war kurzzeitig Lecturer für Mathematik am Imperial College und kehrte 1960 als Lecturer für Mathematische Physik nach Edinburgh zurück. Dort schrieb er auch 1964 die Arbeit, die ihn später berühmt machte. 1970 wurde er Reader (eine Art Professor ohne Lehrstuhl) in Edinburgh, ab 1980 war er auf einem Personal Chair (eine Auszeichnung für herausragende wissenschaftliche Leistungen) Professor für theoretische Physik in Edinburgh. 1996 wurde er emeritiert.
Higgs war Fellow der Royal Society of Edinburgh (1974), der Royal Society (seit 1983) und des Institute of Physics (seit 1991). 1981 erhielt er mit T. W. B. Kibble die Hughes-Medaille der Royal Society, 1984 ebenfalls mit Kibble die Rutherford Medal des Institute of Physics. 1997 erhielt er dessen Dirac-Medaille. 1997 erhielt er mit Robert Brout und François Englert den High Energy and Particle Physics Prize der European Physical Society und 2004 erhielten alle drei den Wolf-Preis in Physik. 2010 wurden Higgs, Robert Brout, François Englert, Gerald Guralnik, Carl R. Hagen und T. W. B. Kibble mit dem Sakurai-Preis geehrt. 2013 erhielt er gemeinsam mit François Englert den Prinz-von-Asturien-Preis. Higgs war Ehrendoktor der Universitäten von Bristol (1997), Edinburgh (1998) und Glasgow (2002). 2012 wurde er zum Mitglied des Order of the Companions of Honour (CH) ernannt. 1999 lehnte er es ab, zum Ritter geschlagen zu werden (Knighthood). Im April 2012 wurde ein Asteroid nach ihm benannt: (29470) Higgs.

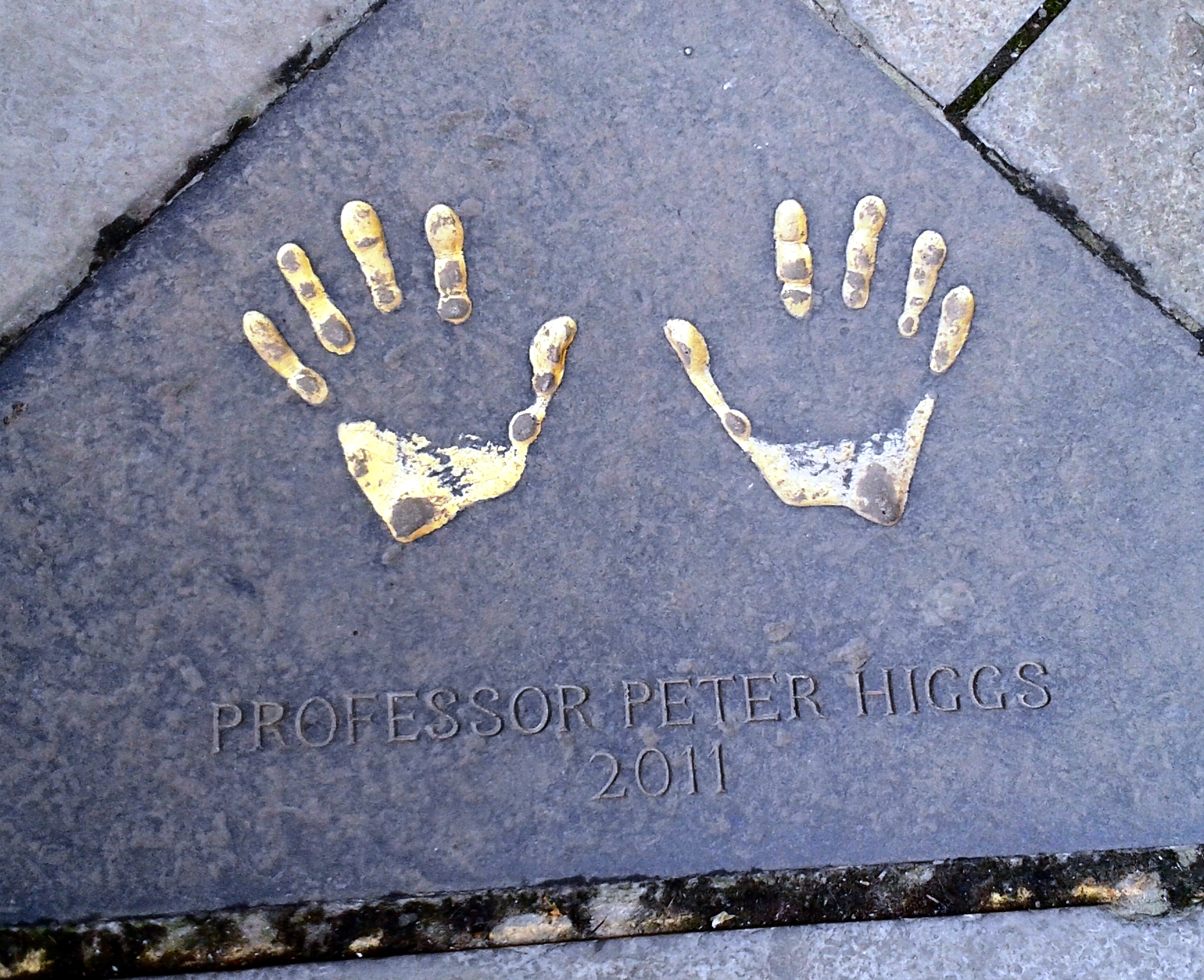
Peter Higgs’ Handabdrücke The Edinburgh Award

2013 erhielt Higgs zusammen mit François Englert den Nobelpreis in Physik; bereits im Vorfeld war er als Favorit dafür gehandelt worden.
Im Juli 2015 erhielt er die Copley-Medaille der britischen Royal Society für seine Arbeit zum Higgs-Teilchen.
Peter Higgs verstarb am 8. April 2024 zu Hause in Edinburgh im Alter von 94 Jahren. Er war Vater zweier Söhne.

## Werk
Bekannt wurde Higgs durch seine Arbeiten, die insbesondere zu dem nach ihm benannten Higgs-Mechanismus führten (veröffentlicht 1964). Dabei handelt es sich um eine Verallgemeinerung der von Philip Warren Anderson entwickelten Ideen zur Festkörperphysik, insbesondere der Supraleitung, auf die relativistische Quantenfeldtheorie.

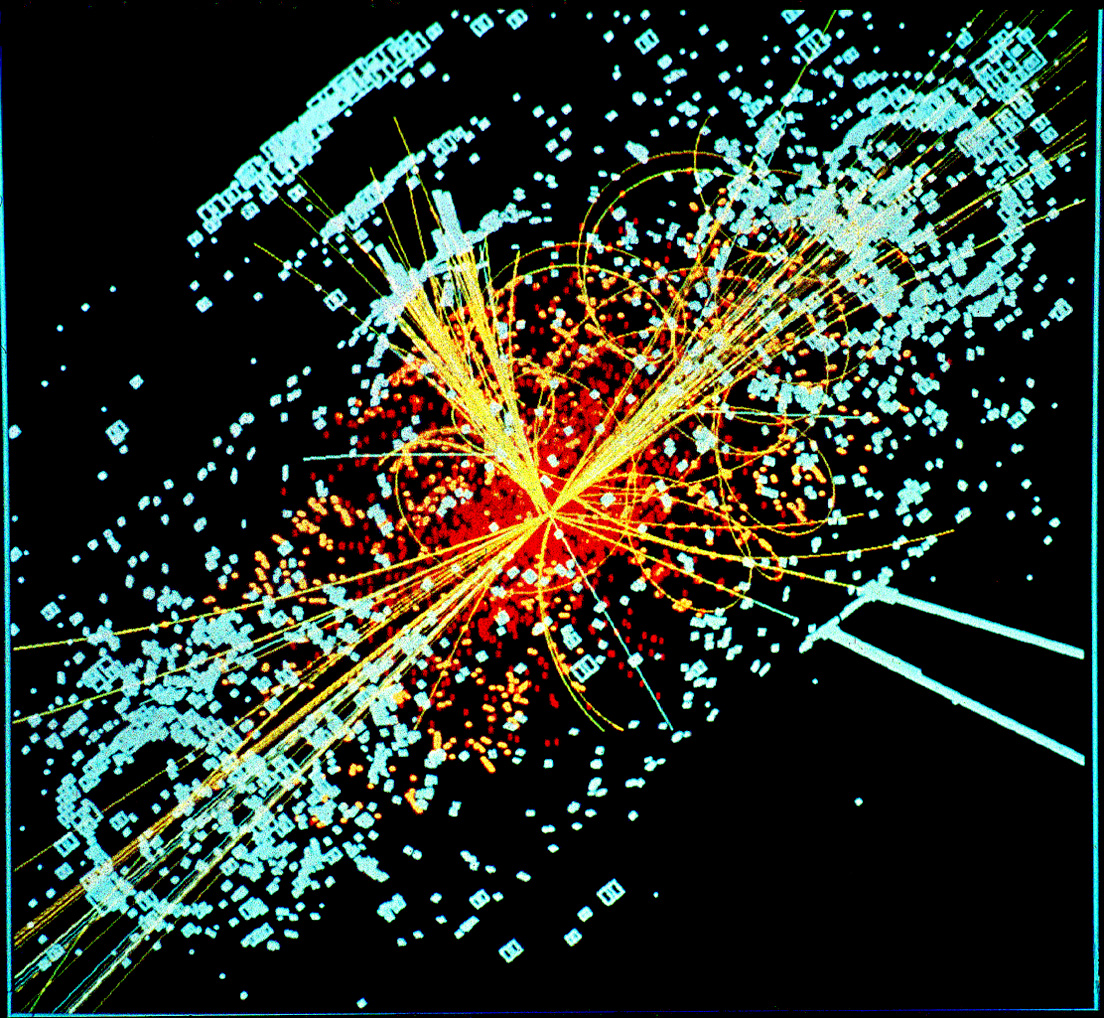
Simulation des hypothetischen Zerfalls eines Higgs-Teilchens in Teilchen-Jets am CMS/CERN

Seine im Nachhinein berühmte Arbeit wurde zunächst von der europäischen Fachzeitschrift Physics Letters zurückgewiesen (nachdem diese vorher allerdings eine erste Arbeit von Higgs publiziert hatte, in der er auf eine Lücke im Goldstonetheorem hingewiesen hatte). Er veröffentlichte sie sodann in der US-amerikanischen Fachzeitschrift Physical Review Letters, wobei er in einem Zusatz das erste Mal das später nach ihm benannte Higgs-Teilchen erwähnte.
Die Arbeit stieß zunächst auf Skepsis, ihre Bedeutung wurde aber von Freeman Dyson erkannt, der Higgs 1965 zu einem Vortrag an das Institute for Advanced Study in Princeton einlud. Unabhängig und zeitgleich mit Higgs wurde der Effekt von François Englert und Robert Brout in Brüssel sowie Gerald Guralnik, Carl R. Hagen und T. W. B. Kibble am Imperial College in London entdeckt. Als das Standardmodell Ende der 1960er Jahre entwickelt wurde, setzte sich aber Higgs’ Name für den Effekt durch, der dadurch damals sehr bekannt wurde. Nach Higgs eigenen Aussagen fand er damals aber keinen Anschluss mehr an die stürmische Entwicklung der theoretischen Elementarteilchenphysik Anfang der 1970er-Jahre.
Fast 50 Jahre nach Higgs’ Veröffentlichung erklärten Wissenschaftler des europäischen Kernforschungszentrums CERN, es sei ihnen am Large Hadron Collider erstmals mit großer Wahrscheinlichkeit gelungen, ein Boson mit einer Masse von etwa 125 GeV/c² nachzuweisen, bei dem es sich um das lang gesuchte Higgs-Boson handeln könnte. Dieser Nachweis gelang mit zwei unabhängigen Detektoren, den LHC-Experimenten ATLAS und CMS. Bei der Pressekonferenz, die am 4. Juli 2012 im CERN abgehalten wurde, war Peter Higgs selbst anwesend.